# أوسابيوس
البابا القديس أوسابيوس (بالإغريقية: Εὐσέβιος، وتعني المبجل) هو بابا الكنيسة الكاثوليكية عامي 309 و310م.
دامت حبريته فقط بين 18 أبريل و17 أغسطس، ثم نُفي بأمر الإمبراطور مكسنتيوس في أعقاب اضطرابات شهدتها الكنيسة وأدت إلى أحداث عنف، وتوفي في منفاه بصقلية ثم دفن في سرداب كاليستوس، وقد نقش البابا داماسوس الأول على شاهد قبر أوسابيوس أبيات رثاء نعته فيها ـ مجازاً ـ بالشهيد، علماً بأنه توفي وفاة طبيعية.
يحتفل بعيد القديس أوسابيوس في 26 سبتمبر من كل عام.